# Prieuré de Goult
Le prieuré de Goult est un ancien prieuré situé à La Lande-de-Goult, en France.

## Localisation
Cet ancien prieuré est situé dans le département français de l'Orne, dans le petit bourg de Goult, commune intégrée à La Lande-de-Goult en 1821.

## Historique
Ce prieuré date des XIIe, XVIe et XIIIe siècles.

## Architecture
L'édifice est inscrit au titre des monuments historiques depuis le 25 juin 1928.
Les six chapiteaux et les colonnes les supportant situés à droite et à gauche du portail de la chapelle sont classés au titre des monuments historiques depuis le 30 octobre 1953, la chapelle, y compris les peintures murales, les façades et les toitures du logis prioral sont inscrites depuis le 17 janvier 1989.